# Cantón de Chauny
El cantón de Chauny (en francés canton de Chauny) es una circunscripción electoral francesa situada en el departamento de Aisne, de la región de Alta Francia. La cabecera (bureau centralisateur en francés) está en Chauny.

## Historia
Fue creado en 1790, al mismo tiempo que los departamentos.
Al aplicar el decreto nº 2014-202 del 21 de febrero de 2014 sufrió una redistribución comunal con cambios en los límites territoriales.